# Michael Wilder
Michael Joseph Wilder (Filadelfia, 17 agosto 1962) è uno scacchista statunitense.
Ha ottenuto il titolo di Maestro Internazionale nel 1980 e di Grande Maestro nel 1988.

## Principali risultati
Con la nazionale U26 degli Stati Uniti ha partecipato ai campionati del mondo giovanili U26 del 1983 a Chicago e del 1985 a Mendoza. Nel campionato del 1985 gli Stati Uniti vinsero l'argento di squadra.
Nel 1986 è stato =2º-3º nel campionato statunitense open (US Open), vinto da Larry Christiansen.

L'anno successivo ha vinto, ex æquo con Murray Chandler, il torneo Lloyds Bank di Londra con 8 /10.
Nel 1988 ha vinto a Cambridge Springs il campionato statunitense assoluto.
Nel 1990 terminò la sua carriera scacchistica per intraprendere la professione di avvocato civilista.